# 77-й Краснознамённый артиллерийский полк
77-й Краснознамённый артиллерийский полк — воинская часть Вооружённых Сил СССР в Великой Отечественной войне.

## История формирования
14 декабря 1941 года в Караганде в Среднеазиатском военном округе был сформирован 77-й артиллерийский полк в составе 459-й стрелковой дивизии. 22 января 1942 года дивизия была переименована в 29-ю стрелковую дивизию..
Вначале, на весь полк было получено для обучения одно-единственное орудие образца 1902/30 года.
В конце февраля 1942 года в полк прислали много пушек на конной тяге.
В первых числах апреля 1942 года 29-я стрелковая дивизия была переброшена в Тульскую область.
2 апреля 1942 года эшелоны полка покинули Караганду. Два эшелона двигались в сторону фронта через Акмолинск, Карталы-Илевск, Уральск, Саратов, Балашов, Поворино, Грязи, Елец....
На паровозе и хвостовом вагоне эшелона расчёты пулемётов ПВО лейтенанта Николая Савченко несли боевое дежурство.
Недалеко от Тулы на эшелон обрушились самолёты противника.
В ноябре 1942 года стал 77-м Краснознамённым артиллерийским полком.
С 1 марта 1943 года 155-й гвардейский артиллерийский полк.
В действующей армии 12 июля 1942 года - 1 марта 1943 года.

## Боевой путь
16 июля выгрузились из эшелонов на станции Жутово и начали выдвигаться на отведённый пятидесятикилометровый рубеж обороны вдоль левого берега Дона — от хутора Ильмень-Суворовский до Верхне-Курмоярской.

## Полное название
77-й Краснознамённый артиллерийский полк

## Подчинение
- Среднеазиатский военный округ — на 01.01.1942 года
- Резерв Ставки ВГК, 29-я стрелковая дивизия — на 01.04.1942 года
- Резерв Ставки ВГК, 1 резервная армия, 29-я стрелковая дивизия — на 01.07.1942 года.
- Сталинградский фронт, 64-я армия, 29-я стрелковая дивизия — на 01.10.1942 года.
- Донской фронт, 64-я армия, 29-я стрелковая дивизия — на 01.01.1943 года.

## Командный состав полка

### Командиры полка
- Северский, Михаил Сергеевич, майор (14.12.1941-29.08.1942)[1], 30.08.1942 попал в плен.
- Карпов Александр Константинович, майор, подполковник (30.08.1942-1.03.1943)[1]

### Заместители по политической части командира полка
- Семён Маркович Рогач, батальонный комиссар(14.12.1941-?1942)[1]
- Харченко Иван Андреевич, майор (?1942-1.03.1943)[1]

### Заместители по строевой части командира полка
- Плотников Николай Михайлович, майор (14.12.1941-29.08.1942), 30.08.1942 попал в плен.
- Хроменков, Иван Устинович, майор (01.1943-1.03.1943)[1]

### Начальники штаба полка
- Карпов Александр Константинович, капитан (14.12.1941-29.08.1942)[1]
- Чередниченко Юрий Яковлевич, капитан (30.08.1942-1.03.1943)

#### Пропагандист полка
- Изюмский Борис Васильевич, политрук (14.12.1941-29.08.1942)[1]

### Командование 1-го дивизиона

#### Командиры дивизиона
- Михайлов Павел Васильевич, старший лейтенант, капитан (14.12.1941-29.08.1942)[1], 29.08.1942 попал в плен.
- Савченко Николай Иванович, лейтенант, старший лейтенант(09.1942-1.03.1943)[1]

#### Командир 2-й батареи
- Савченко Николай Иванович, лейтенант[1]

#### Командир 3-й батареи
- Тронь Николай Тарасович, лейтенант

### Командование 2-го дивизиона

#### Командиры 6-й батареи
- Рябуха Сергей Михайлович лейтенант[1]

#### Политрук 6-й батареи
- Виноградов Тимофей Захарович, политрук[1]

### Командование 3-го дивизиона

#### Командиры дивизиона
- Ляпунов Иван Николаевич, капитан (14.12.1941-29.08.1942), 30.08.1942 пропал без вести

#### Командир 9-й батареи
- Дякин, Михаил Васильевич, лейтенант[1]

## Награды и почётные наименования
| Награда (наименование) | Дата награждения | За что получена |
| ---------------------- | ---------------- | --- |
| Орден Красного Знамени | 2 декабря 1942   | за образцовое выполнение боевых заданий командования на фронте борьбы с немецкими захватчиками и проявленные при этом доблесть и мужество |